# Dusit

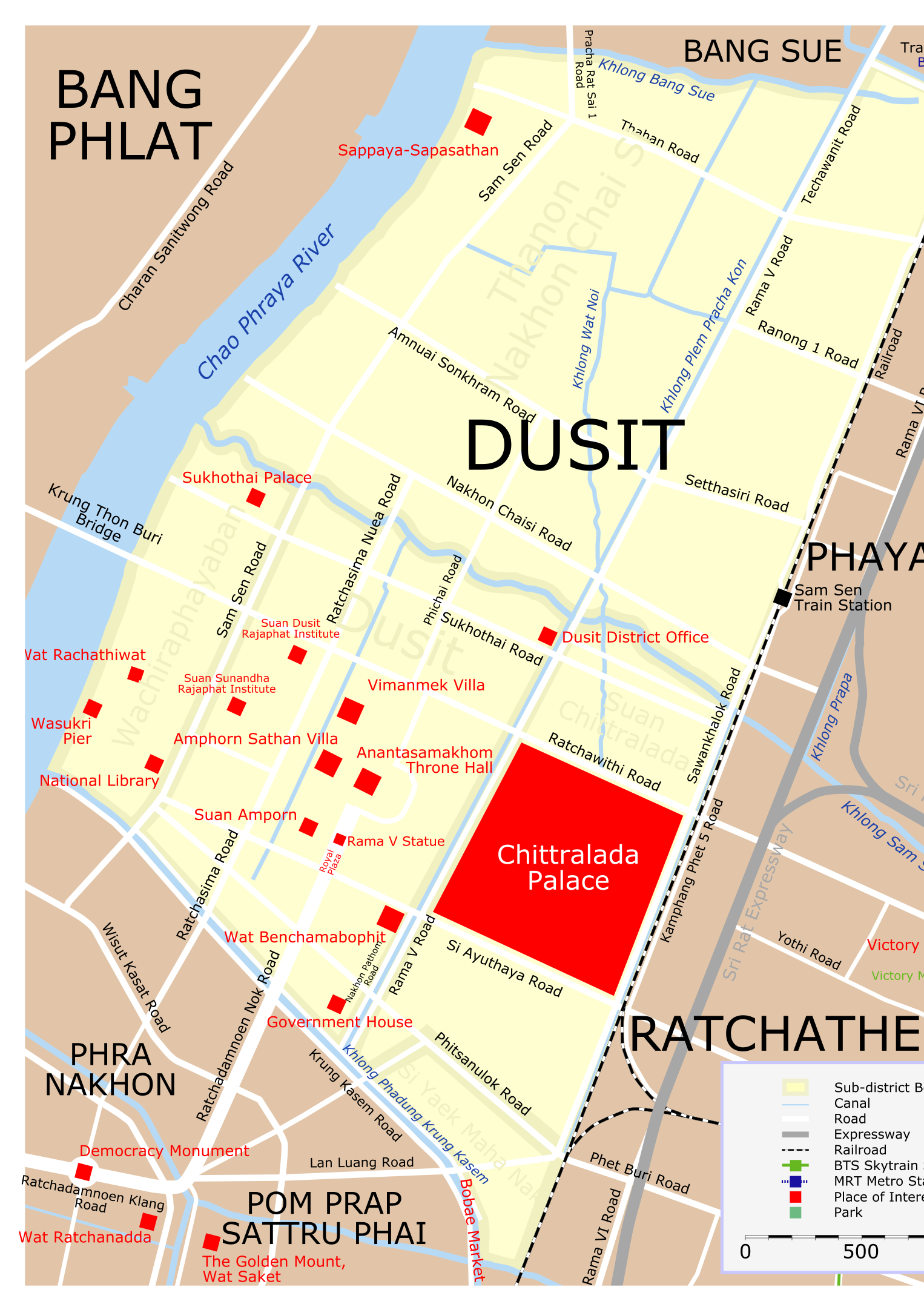
Mappa del distretto di Dusit

Dusit (in lingua thai ดุสิต) è uno dei 50 distretti di Bangkok (khet), in Thailandia.
Costituisce il più importante centro amministrativo del paese, al suo interno sono situati la sede del parlamento nazionale e la residenza del re di Thailandia. È collegato con l'isola di Rattanakosin, lo storico centro della città, da thanon Ratchadamnoen (letteralmente 'viale della processione reale'). Il distretto fu fondato alla fine dell'Ottocento dal re Rama V, che vi costruì la propria residenza per sfuggire al caos dell'isola di Rattanakosin.
I distretti confinanti sono quelli di Bang Sue, Phaya Thai, Ratchathewi, Pathum Wan, Pom Prap Sattru Phai, Phra Nakhon e, al di là del fiume Chao Phraya, il distretto di Bang Phlat. Dusit è delimitato a sud dal canale (khlong) Phadung Krung Kasem, ad ovest dal fiume Chao Phraya, a nord dal canale Bang Sue ed a est dai binari della ferrovia di stato.

## Luoghi principali di interesse
- Palazzo Dusit, complesso reale che comprende i seguenti palazzi reali:
  - Palazzo Chitralada, residenza del re Rama IX.[1]
  - Villa Amphorn Satharn, residenza dei re Rama V, Rama VI, Rama VIII, Rama IX e Rama X.[2]
  - Palazzo Vimanmek, costruito nel 1900 durante il regno del re Rama V, fu usato per breve tempo come palazzo reale, ed è tuttora la costruzione in teak più grande al mondo.[1]
  - La sala del trono Ananta Samakhom, l'edificio più importante del palazzo Dusit, che fu dapprima residenza del re Rama V ed in seguito sede del primo parlamento siamese. Attualmente ospita un museo ed occasionali eventi
  - Il parco Suan Amporn
- Lo zoo di Dusit,[1] definitivamente chiuso nel 2018.[3]
- La piazza reale, ampio spazio adiacente alla sala del trono Ananta Samakhom, con il monumento equestre a Rama V
- La sede del Parlamento
- La sede del governo
- La biblioteca nazionale
- Palazzo Chan Kasem, costruito da Rama V per l'erede al trono, attualmente sede del Ministero dell'Educazione
- Palazzo Suan Sunandha, costruito per la famiglia reale, è ora sede dell'università Suan Sunandha Rajabhat.
- Wat Benchamabophit, costruito con la funzione di complesso templare reale di Rama V.[1]

## Sotto-distretti
Dusit è suddiviso in 5 sotto-distretti (khwaeng), di cui uno ha lo stesso nome del distretto.
| 1. | Dusit                 | ดุสิต         |  |
| 2. | Wachiraphayaban       | วชิรพยาบาล   |  |
| 3. | Suan Chit Lada        | สวนจิตรลดา   |  |
| 4. | Si Yaek Maha Nak      | สี่แยกมหานาค  |  |
| 5. | Thanon Nakhon Chai Si | ถนนนครไชยศรี |  |